# Pedro Varela
 (octobre 2015).
Si vous disposez d'ouvrages ou d'articles de référence ou si vous connaissez des sites web de qualité traitant du thème abordé ici, merci de compléter l'article en donnant les références utiles à sa vérifiabilité et en les liant à la section « Notes et références ».
Pedro José Varela Olivera (Florida, département de Florida, 22 février 1837 - Montevideo, 1906) est un homme d'État uruguayen, président de la République du 15 février 1868 au 1er mars 1868 puis du  22 janvier 1875 au 10 mars 1876.

## L'ascension politique
Fils d'un commerçant, il adhère aux idées du Parti colorado et intègre les rangs du général César Diaz lors de la révolution de 1858, puis ceux du général Venancio Flores lorsque ce dernier envahit l'Uruguay (épisode de la Cruzada Libertadora de 1863). Élu sénateur du département de Florida et président de la Chambre haute en 1868, il exerce le Pouvoir exécutif entre le 15 février (date à laquelle Venancio Flores renonce au titre de « gouverneur provisoire ») et le 1er mars (date de l'élection présidentielle). Candidat à la première magistrature du pays, il est devancé par un autre colorado : le général Lorenzo Batlle. À nouveau sénateur de 1871 à 1874 et président de la Chambre haute en 1873, il s'oppose au gouvernement du président José Eugenio Ellauri.
Ce dernier renonce à sa charge au lendemain de la mutinerie militaire du 15 janvier 1875, permettant à Pedro Varela  de le remplacer à la tête de l’État – avec le titre de « gouverneur provisoire » – jusqu'au 22 janvier de la même année. L'Assemblée Générale, convoquée exceptionnellement et sans la participation des parlementaires opposés aux mutins, le désigna alors président de la République pour terminer le mandat de son prédécesseur (jusqu'en mars 1877).

## « L'année terrible »
Son mandat, surnommé « l'année terrible » (el año terrible), se caractérise par son autoritarisme. Il mène une politique répressive contre les « principistas » (intellectuels libéraux opposés aux partis traditionnels et aux caudillos) et déporte plusieurs de leurs dirigeants vers Cuba à bord du Puig, un navire réquisitionné pour l'occasion. Mais les exilés gagnent finalement Buenos Aires où ils organisent, avec d'autres opposants, un soulèvement armé  - la « révolution tricolore » - qui se solde par un échec en septembre-décembre 1875.  
Pedro Varela affronte également une grave crise économique. La forte détérioration de la balance commerciale l'oblige à adopter des mesures protectionnistes, alors que la crise monétaire et financière empire. Pour faire face à la dépréciation du papier-monnaie et aux dettes de l’État, il rétablit le cours forcé du papier-monnaie (fin de la convertibilité en or), fait fonctionner la planche à billets et suspend le paiement de la dette publique. 
Ces mesures provoquent la colère des milieux liés au grand commerce (banquiers, commerçants...) et des étrangers résidents : à la tête du grand commerce, possesseurs de l'or du pays et d'une partie de la dette publique, leurs intérêts sont gravement menacés. Les banques et de nombreuses maisons de commerce refusent alors d'utiliser les billets. L’État réagit en sauvant une banque en faillite - la banque Mauá - et en lui accordant plusieurs privilèges, notamment l'émission de papier-monnaie avec sa garantie.
Face à de telles mesures et à une aggravation de la crise économique, les représentants du grand commerce décident de faire appel à un homme capable de rétablir l'ordre dans le pays. Leur choix se porte sur le ministre de la Guerre - le colonel Lorenzo Latorre -, un militaire de valeur, ambitieux et qui a ouvertement désapprouvé le projet de sauvetage de la banque Mauá. Le 10 mars 1876, à l'occasion d'une manifestation en sa faveur, il s'empare du pouvoir et prend le titre de « gouverneur provisoire ». Quant à Pedro Varela, abandonné de tous, il renonce à sa charge.
Composition du gouvernement
| Ministères          | Titulaires                | Période     |
| ------------------- | ------------------------- | ----------- |
| Intérieur           | Luis Isaac de Tezanos     | 1875        |
| Intérieur           | Tristán Narvaja           | 1875 - 1876 |
| Affaires étrangères | José Cándido Bustamante   | 1875        |
| Affaires étrangères | Andrés Lamas              | 1875 - 1876 |
| Affaires étrangères | Mateo Magariños Cervantes | 1876        |
| Finances            | José Cándido Bustamante   | 1875        |
| Finances            | Juan Lindolfo Cuestas     | 1875 - 1876 |
| Guerre et Marine    | Lorenzo Latorre           | 1875 - 1876 |

## Les dernières années
Il s'installe à Buenos Aires, où il complote sans succès contre le régime de Lorenzo Latorre puis, par la suite, de Máximo Santos. L'arrivée au pouvoir du général Máximo Tajes lui permet de rentrer en Uruguay et de jouer à nouveau un rôle politique : il est élu député du département de Canelones en 1891, puis réélu en 1894 et en 1897.
Lors des événements politiques de 1897-1898, il refuse d'approuver le coup d’État de Juan Lindolfo Cuestas. Expulsé une nouvelle fois, il vit à Buenos Aires dans une situation matérielle précaire jusqu'en 1903, date à laquelle il revient à Montevideo pour mourir dans l'anonymat, en décembre 1906.

## Source
- (es) Cet article est partiellement ou en totalité issu de l’article de Wikipédia en espagnol intitulé « Pedro Varela » (voir la liste des auteurs).